# San Barbato (Manocalzati)
San Barbato è l'unica frazione del comune di Manocalzati in provincia di Avellino. Borgo medioevale con importante castello longobardo che domina la valle sottostante. Fu comune autonomo fino al 1869.

## Storia
Le origini di San Barbato sono riconducibili al VII/VIII secolo. Due elementi ci fanno ritenere che ciò sia possibile: innanzitutto il nome, San Barbato dedicato al vescovo di Benevento nella prima metà del VI secolo, la cui canonizzazione da parte della Chiesa cattolica è legata alla conversione del popolo longobardo che a quel tempo dominava il territorio di Benevento; il secondo elemento per l'appunto sono i Longobardi le cui tracce sono visibili proprio nella tipologia costruttiva del castello e per la presenza nel maniero di una cappella dedicata all'Arcangelo Michele, fortemente venerato dai fedeli longobardi, presenza attestata in un atto notarile redatto in Roma il 10 agosto 1708 nello studio del notaio Fredella. Il documento più antico è del 1146, su pergamena custodita presso la biblioteca abbaziale di Montevergine, risalente al 1146 in cui si dà notizia di un incontro nel castello di Serra dove alla presenza di altri signori dei paesi circostanti, giudice e testimoni, tra il signore di questo tale Piero e il signore di San Barbato Malfrido per dirimere una questione riguardante il possesso di alcune terre poste al confine dei due territori.
In un altro documento del 1157 si legge del testamento voluto da Doferio signore del castello che sentendosi prossimo alla morte intende restituire il maltorto ai familiari e ai sudditi per redimersi delle sue nefandezze. Nel 1352 il castello viene attaccato dalle truppe del barone di Candida Filippo Filangieri che oltre ad uccidere cinque uomini incendiò una parte del paese. I Filangieri rimasero feudatari del paese fino al 1528. Dopo tale anno il feudo passò, senza più lotte, per via ereditaria, dagli Albertino fino ai Gattola, ultimi intestatari alla soppressione dei privilegi feudali nel 1806; e poi in proprietà nel 1867 ai baroni Patroni Griffi.